# Björn Andrae
Björn Andrae est un joueur allemand de volley-ball et de beach-volley né le 14 mai 1981 à Berlin. Il mesure 2,00 m et joue réceptionneur-attaquant.  Il totalise 280 sélections en équipe d'Allemagne.

## Clubs
| Club                  | De           | À             |
| --------------------- | ------------ | ------------- |
| SCC Berlin            | 1996-1997    | 1999-2000     |
| VfB Friedrichshafen   | 2000-2001    | 2002-2003     |
| Piemonte Volley       | 2003-2004    | 2004-2005     |
| Pallavolo Padoue      | 2005-2006    | 2006-2007     |
| Mlekpol AZS Olsztyn   | 2007-2008    | 2007-2008     |
| Panathinaikos Athènes | 2008-2009    | 2008-2009     |
| Callipo Sport         | 2009-2010    | 2009-2010     |
| VK Kouzbass Kemerovo  | 2010-2011    | décembre 2013 |
| Oural Oufa            | janvier 2014 | mai 2014      |
| VK Kouzbass Kemerovo  | 2014-2015    | ...           |

## Palmarès

### Club
- Coupe de la CEV
  - Finaliste : 2009
- Championnat de Grèce
  - Finaliste : 2009
- Championnat d'Allemagne (3)
  - Vainqueur : 2001, 2002
- Coupe de Russie
  - Finaliste : 2011
- Coupe d'Allemagne (3)
  - Vainqueur : 2001, 2002, 2003

### Distinctions individuelles
- Joueur allemand de volley-ball de l'année en 2004, 2005 et 2006